# Annie Potts

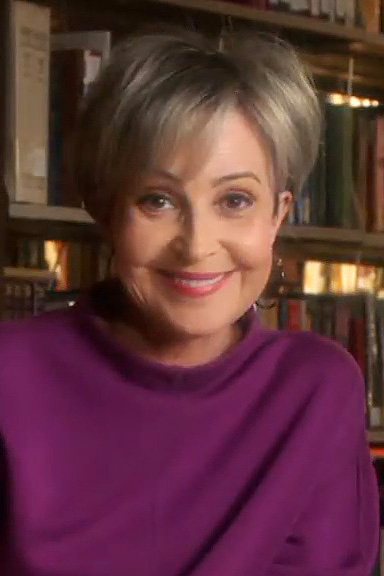
Annie Potts (2019)

Annie Potts (* 28. Oktober 1952 in Nashville, Tennessee) ist eine US-amerikanische Schauspielerin.

## Leben
Die bekanntesten Rollen von Annie Potts sind die der Janine Melnitz in Ghostbusters – Die Geisterjäger (1984) und der Mary Jo Shively in der Fernsehserie Mann muss nicht sein (1986–1993). Für ihren Part in Zwei heiße Typen auf dem Highway (1978) wurde sie für den Golden Globe Award als Beste Nachwuchsdarstellerin nominiert.
Annie Potts ist seit 1990 in vierter Ehe mit dem Regisseur James Hayman verheiratet, mit dem sie zwei Söhne hat. Ein weiterer Sohn stammt aus einer früheren Ehe.

## Filmografie (Auswahl)
- 1978: Zwei heiße Typen auf dem Highway (Corvette Summer)
- 1978: König der Zigeuner (King of the Gypsies)
- 1979: Lady Truckers (Flatbed Annie & Sweetiepie: Lady Truckers, Fernsehfilm)
- 1980: Der Scarlett-O’Hara-Krieg (The Scarlett O’Hara War)
- 1980: Goodtime Girls (Fernsehserie, 13 Folgen)
- 1981: Der schmale Weg des Glücks (Heartaches)
- 1982: Bayou Romance
- 1983, 1986: Magnum (Magnum, p.i.) (Fernsehserie, zwei Folgen)
- 1984: Ghostbusters – Die Geisterjäger (Ghostbusters)
- 1984: China Blue bei Tag und Nacht (Crimes of Passion)
- 1985: Twilight Zone (Fernsehserie, eine Folge)
- 1986: Pretty in Pink
- 1986: Jumpin’ Jack Flash
- 1986: Der Mann, der auf die Erde fiel (The Man Who Fell to Earth)
- 1986–1993: Mann muss nicht sein (Designing Women, Fernsehserie, 163 Folgen)
- 1989: Wer ist Harry Crumb? (Who’s Harry Crumb?)
- 1989: Ghostbusters II
- 1990: Texasville
- 1993–1995: Love & War (Fernsehserie, 44 Folgen)
- 1996: Der Hexenclub (The Craft)
- 1996–1997: Dangerous Minds – Eine Klasse für sich (Dangerous Minds, Fernsehserie, 17 Folgen)
- 1998–2002: Alabama Dreams (Any Day Now, Fernsehserie, 88 Folgen)
- 2004: Elvis Has Left the Building
- 2005–2009: Law & Order: Special Victims Unit (Fernsehserie, vier Folgen)
- 2007: Men in Trees (Fernsehserie, vier Folgen)
- 2008: Queen Sized – Jetzt kommt’s dicke (Queen Sized, Fernsehfilm)
- 2009: Two and a Half Men (Fernsehserie, eine Folge)
- 2010: Freshman Father (Fernsehfilm)
- 2011: Five (Fernsehfilm)
- 2012: GCB (Fernsehserie, zehn Folgen)
- 2013–2018: The Fosters (Fernsehserie, elf Folgen)
- 2013: Grey’s Anatomy (Fernsehserie, eine Folge)
- 2013: Randy Cunningham: 9th Grade Ninja (Fernsehserie)
- 2014: Instant Mom (Fernsehserie, eine Folge)
- 2014: Young & Hungry (Fernsehserie, eine Folge)
- 2015: Major Crimes (Fernsehserie, eine Folge)
- 2015: Navy CIS: New Orleans (Fernsehserie, eine Folge)
- 2015–2016: Chicago Med (Fernsehserie, fünf Folgen)
- 2016: Ghostbusters (Ghostbusters: Answer the Call)
- 2016: Royal Pains (Fernsehserie, zwei Folgen)
- 2016: Scandal (eine Folge)
- 2017: Izzy Gets the Fuck Across Town
- 2017–2024: Young Sheldon (Fernsehserie, 139 Folgen)
- 2018: Humor Me
- 2018: Happy Anniversary
- 2019: A Toy Story: Alles hört auf kein Kommando (Toy Story 4, Sprechrolle)
- 2021: Ghostbusters: Legacy (Ghostbusters: Afterlife)
- 2024: Ghostbusters: Frozen Empire
- seit 2024: Georgie & Mandy (Georgie & Mandy’s First Marriage, Fernsehserie)

## Synchronstimme
- 1995: Toy Story (als Bo Peep)
- 1999: Toy Story 2 (als Bo Peep)
- 2009: Ghostbusters: The Video Game (als Janine Melnitz)